# Canarya
Canarya is een geslacht van neteldieren uit de klasse van de Anthozoa (bloemdieren).

## Soort
- Canarya canariensis (Ocaña, Brito & Nunez, 1992)